# Lega B 2010 (football americano)
La Lega B 2010 è stata la 19ª edizione del campionato di football americano di secondo livello, organizzato dalla SAFV.

## Squadre partecipanti
| Club                | Città    | Stadio | Sponsor ufficiale | Risultato nella stagione 2009 |
| ------------------- | -------- | ------ | ----------------- | ----------------------------- |
| Basel Meanmachine   | Basilea  |        |                   | Terzo posto in Lega B         |
| Bienna Jets         | Bienne   |        |                   | Finalisti Lega B              |
| Fribourg Cardinals  | Friburgo |        |                   | Sesto posto in Lega B         |
| Lausanne LUCAF Owls | Losanna  |        |                   |                               |
| Thun Tigers         | Thun     |        |                   | Quarto posto in Lega B        |
| Zürich Renegades II | Zurigo   |        |                   |                               |

## Stagione regolare

### Calendario

#### 1ª giornata
| 3 aprile 2010 | Basel Meanmachine | 38 – 8 | Fribourg Cardinals |  |

#### 2ª giornata
| 10 aprile 2010 | Basel Meanmachine | 60 – 12 | Zürich Renegades II |  |

| 11 aprile 2010 | Bienna Jets | 14 – 35 | Thun Tigers |  |

| 11 aprile 2010 | Fribourg Cardinals | 20 – 16 | Lausanne LUCAF Owls |  |

#### 3ª giornata
| 24 aprile 2010 | Lausanne LUCAF Owls | 0 – 47 | Thun Tigers |  |

| 25 aprile 2010 | Fribourg Cardinals | 44 – 20 | Zürich Renegades II |  |

| 25 aprile 2010 | Basel Meanmachine | 36 – 32 | Bienna Jets |  |

#### 4ª giornata
| 2 maggio 2010 | Basel Meanmachine | 60 – 12 | Lausanne LUCAF Owls |  |

| 2 maggio 2010 | Bienna Jets | 50 – 6 | Fribourg Cardinals |  |

#### 5ª giornata
| 9 maggio 2010 | Basel Meanmachine | 38 – 0 | Zürich Renegades |  |

#### 6ª giornata
| 16 maggio 2010 | Zürich Renegades II | 8 – 49 | Thun Tigers |  |

| 16 maggio 2010 | Bienna Jets | 38 – 0 | Lausanne LUCAF Owls |  |

#### 7ª giornata
| 22 maggio 2010 | Lausanne LUCAF Owls | 20 – 8 | Fribourg Cardinals |  |

| 24 maggio 2010 | Thun Tigers | 12 – 56 | Basel Meanmachine |  |

#### 8ª giornata
| 30 maggio 2010 | Lausanne LUCAF Owls | 50 – 0 (d.g.s.) | Zürich Renegades II |  |

| 30 maggio 2010 | Fribourg Cardinals | 20 – 64 | Basel Meanmachine |  |

| 30 maggio 2010 | Thun Tigers | 20 – 46 | Bienna Jets |  |

#### 9ª giornata
| 6 giugno 2010 | Bienna Jets | 61 – 0 | Zürich Renegades II |  |

#### 10ª giornata
| 12 giugno 2010 | Lausanne LUCAF Owls | 0 – 50 | Basel Meanmachine |  |

| 13 giugno 2010 | Zürich Renegades II | 8 – 42 | Bienna Jets |  |

#### 11ª giornata
| 18 giugno 2010 | Fribourg Cardinals | 12 – 41 | Thun Tigers |  |

| 20 giugno 2010 | Thun Tigers | 50 – 0 (d.g.s.) | Zürich Renegades II |  |

### Classifica
La classifica della regular season è la seguente:
- PCT = percentuale di vittorie, G = partite giocate, V = partite vinte, P = partite perse, PF = punti fatti, PS = punti subiti
- Le prime due classificate si sfidano nella finale; la vincente è promossa in LNA 2011 (verde)

| Pos. | Squadra             | PCT  | G | V | P | PF  | PS  |
| ---- | ------------------- | ---- | - | - | - | --- | --- |
| 1    | Basel Meanmachine   | .875 | 8 | 8 | 0 | 402 | 96  |
| 2    | Bienna Jets         | .750 | 8 | 6 | 2 | 341 | 123 |
| 3    | Thun Tigers         | .750 | 8 | 6 | 2 | 284 | 154 |
| 4    | Lausanne LUCAF Owls | .375 | 8 | 2 | 6 | 116 | 281 |
| 5    | Fribourg Cardinals  | .125 | 8 | 2 | 6 | 136 | 279 |
| 6    | Zürich Renegades II | .125 | 8 | 0 | 8 | 48  | 394 |

## Finale
| 26 giugno 2010 | Basel Meanmachine | 34 – 22 | Bienna Jets |  |

## Spareggio promozione
| 11 luglio 2010 | Winterthur Warriors | 27 – 32 | Basel Meanmachine |  |

## Verdetti
- Basel Meanmachine promossi in LNA 2011